# Министерство транспорта и связи Украины
Министерство транспорта и связи Украины (укр. Міністерство транспорту та зв'язку України) — государственный орган исполнительной власти Украины, существовавший с 2004 по 2010 год, деятельность которого направлялась и координировалась Кабинетом министров Украины.

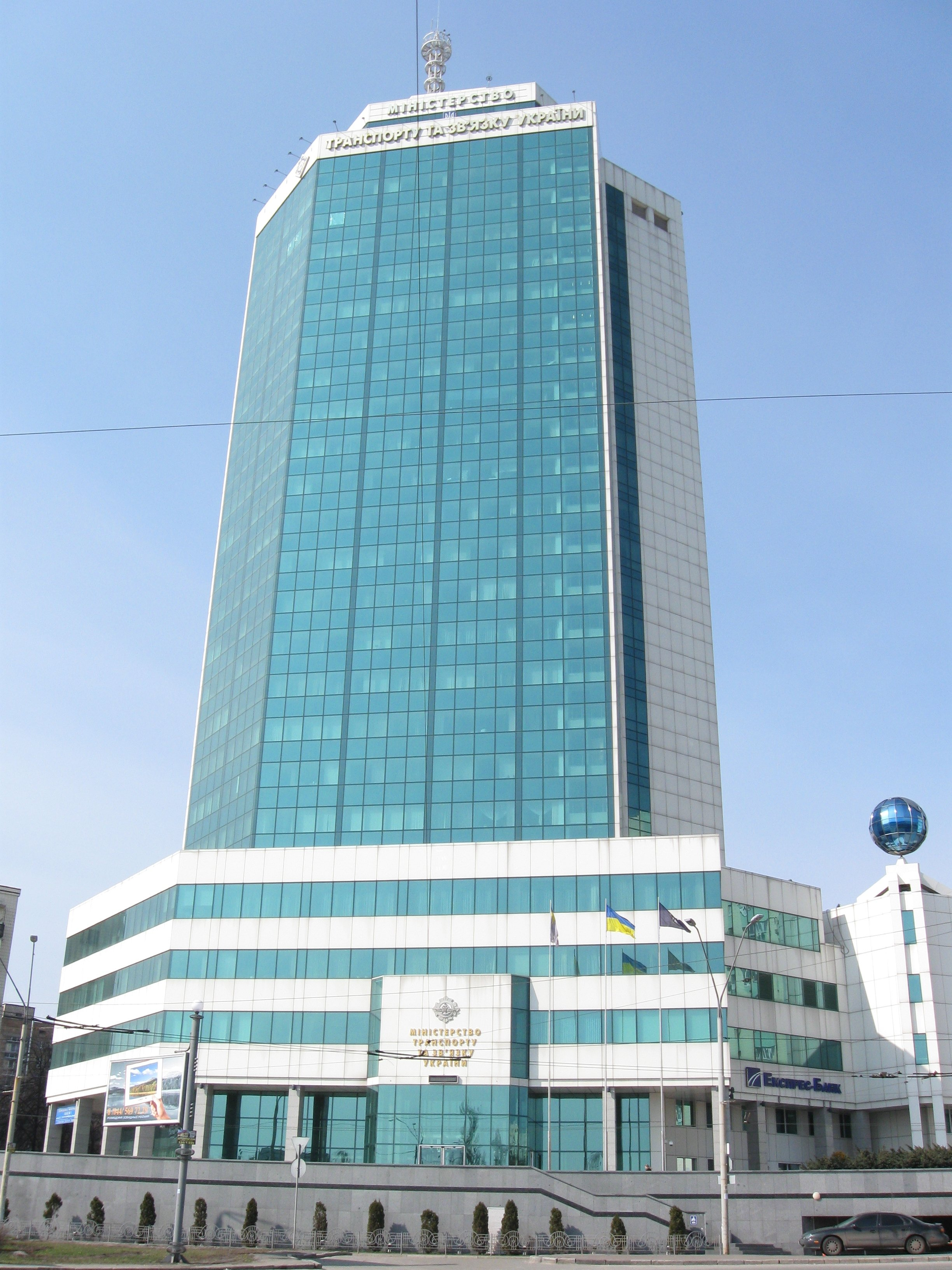
Здание Министерства

## Описание
Министерство возглавлял Министр транспорта и связи Украины, которого назначала на должность Верховная Рада Украины в установленном законодательством порядке.
На Минтранссвязи было возложено задание реализации государственной политики в сферах автомобильного, железнодорожного, авиационного, морского и речного транспорта, в сферах обеспечения навигационно-гидрографического судоходства, предоставление услуг почтовой связи, телекоммуникаций, информатизации, использования радиочастотного ресурса Украины.
В международных отношениях Минтранссвязи выполняло функции Морской администрации, Авиационной администрации и Администрации связи и радиочастот Украины.

## История
Министерство было учреждено указом Президента Украины № 811 от 16 июля 2004 года. Президентским указом № 1085 от 9 декабря 2010 года это ведомство было реорганизовано и структурно вошло во вновь образованное Министерство инфраструктуры Украины.

## Министры
За время существования Министерства эту должность занимали следующие лица:
- Георгий Николаевич Кирпа (2004)
- Евгений Альфредович Червоненко (2005)
- Виктор Васильевич Бондарь (2005—2006)
- Николай Николаевич Рудьковский (2006—2007)
- Иосиф Викентиевич Винский (2007—2009)
- Константин Алексеевич Ефименко (2010)